# John Updike
John Hoyer Updike (Reading, 18 de març de 1932 - Danvers, 27 de gener de 2009) va ser un important escriptor estatunidenc i autor de novel·les, relats curts, poesies, assajos i crítiques literàries, així com un llibre de memòries personals.
És un dels quatre escriptors que va guanyar el Premi Pulitzer d'obres de ficció més d'una vegada (els altres foren Booth Tarkington, William Faulkner i Colson Whitehead). Updike va publicar més de vint novel·les, més d'una dotzena de col·leccions de contes i poesia, crítica d'art i literatura i llibres infantils durant la seva carrera.
Centenars de les seves històries, crítiques i poemes van aparèixer a The New Yorker a partir del 1954. També va escriure regularment per a The New York Review of Books. La seva obra més famosa és la seva sèrie Rabbit (les novel·les Rabbit, Run; Rabbit Redux; Rabbit Is Rich; Rabbit at Rest; i la novel·la curta Rabbit Remembered), que narra la vida del personatge de classe mitjana Harry Rabbit Angstrom al llarg de diverses dècades, des de la joventut adulta fins a la mort. Tant Rabbit Is Rich (1982) com Rabbit at Rest (1990) van ser reconegudes amb el Premi Pulitzer.
Updike va escriure sobre la petita ciutat estatunidenca i la classe mitjana protestant. Va ser reconegut per la seva acurada artesania, el seu estil de prosa únic i la seva prolífica producció: escrivia de mitjana un llibre a l'any. Updike va poblar la seva ficció amb personatges que «sovint experimenten turbulències personals i han de respondre a crisis relacionades amb la religió, les obligacions familiars i la infidelitat matrimonial».
La seva ficció es distingeix per l'atenció a les preocupacions, passions i patiments de l'americà mitjà, el seu èmfasi en la teologia cristiana i la seva preocupació per la sexualitat i els detalls sensuals. La seva obra ha atret una important atenció crítica i elogis, i és àmpliament considerat un dels grans escriptors nord-americans del seu temps. L'estil de prosa altament distintiu d'Updike presenta un vocabulari ric, inusual, de vegades arcà, que es transmet a través dels ulls d'una «veu d'autor irònica i intel·ligent que descriu el món físic de manera extravagant tot mantenint-se en la tradició realista». Va descriure el seu estil com un intent «de donar al mundà la seva deguda bellesa».

## Biografia

### Primers anys i educació

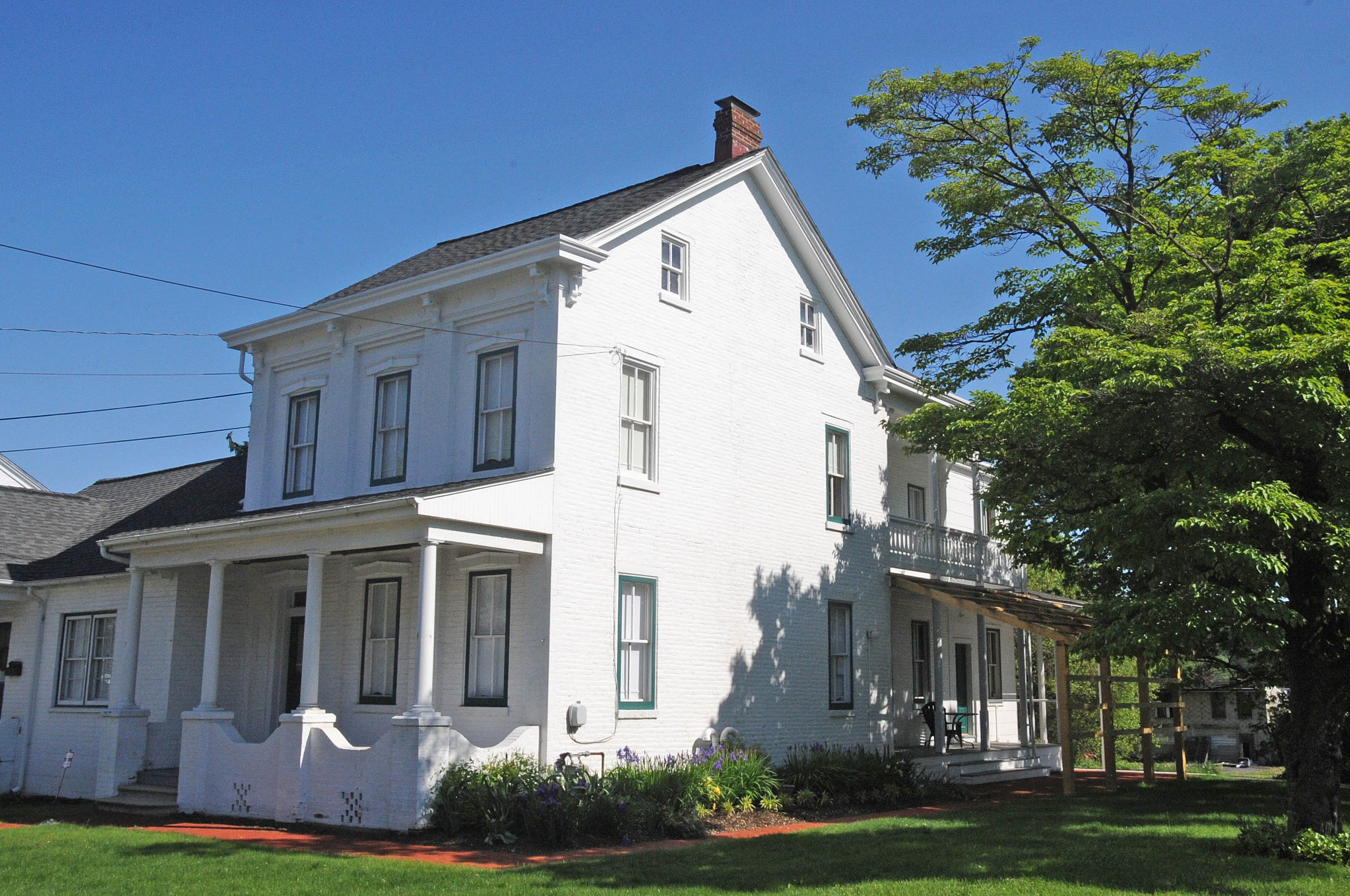
La casa d'infància d'Updike a Shillington, Pennsilvània

Updike va néixer a Reading, Pennsilvània, fill únic de Linda Grace (de soltera Hoyer) i Wesley Russell Updike, i es va criar a la casa de la seva infància a la petita ciutat propera de Shillington. La família es va traslladar més tard al poble no incorporat de Ploughville. Els intents de la seva mare de fer-se un escriptor publicat van impressionar el jove Updike. «Un dels meus primers records», va recordar més tard, «és veure-la al seu escriptori... Vaig admirar l'equip de l'escriptora, la goma d'esborrar de la màquina d'escriure, les caixes de paper net. I recordo els sobres marrons on sortien les històries i hi tornaven».
Aquests primers anys al comtat de Berks, Pennsilvània, influirien en l'entorn de la tetralogia de Rabbit Angstrom, així com en moltes de les seves primeres novel·les i contes. Updike es va graduar a l'escola secundària de Shillington com a coadjudicatari i president de classe el 1950 i va rebre una beca completa al Harvard College, on va ser company de pis de Christopher Lasch durant el primer any. Updike ja havia rebut el reconeixement per la seva escriptura quan era adolescent en guanyar un Scholastic Art &amp; Writing Award, i a Harvard aviat va ser molt conegut entre els seus companys de classe com un talentós i prolífic col·laborador de The Harvard Lampoon, del qual era president. Va estudiar amb el dramaturg Robert Chapman, el director del Loeb Drama Center de Harvard. Es va graduar summa cum laude el 1954 amb una llicenciatura en anglès i va ser elegit membre de Phi Beta Kappa.
A la Universitat Harvard fou caricaturista i columnista d'una revista satírica.
Quan es va graduar, Updike va anar a la Ruskin School of Art de la Universitat d'Oxford amb l'ambició de fer-se dibuixant. Després de tornar als Estats Units, Updike i la seva família es van traslladar a Nova York, on es va convertir en un col·laborador habitual de The New Yorker com a columnista i autor de ficció. Aquest va ser l'inici de la seva carrera professional d'escriptor.

## Vida personal i mort
El biògraf Adam Begley va escriure que Updike «va transmutar les minuciositats de la seva vida» en prosa, cosa que va enriquir els seus lectors a costa d'estar «disposat a sacrificar la felicitat de la gent que l'envoltava pel seu art».
El 1953, mentre era estudiant a Harvard, Updike es va casar amb Mary Entwistle Pennington, estudiant d'art al Radcliffe College i filla d'un destacat ministre unitari. El va acompanyar a Oxford, Anglaterra, on va anar a l'escola d'art i el seu primer fill, Elizabeth, va néixer el 1955. La parella va tenir tres fills més junts: David (nascut el 1957), Michael (nascut el 1959) i Miranda (nascut el 1960).
Updike va ser molt infidel, i finalment va abandonar el matrimoni el 1974 per Martha Ruggles Bernhard. El 1977, Updike i Bernhard es van casar. El 1982, la seva primera esposa es va casar amb un acadèmic del MIT. Updike i Bernhard van viure més de 30 anys a Beverly Farms, Massachusetts. Updike va tenir tres fills amb Bernhard. Va morir de càncer de pulmó en un hospici en Danvers, Massachusetts, el 27 de gener de 2009, als 76 anys. Va sobreviure la seva esposa, els seus quatre fills, els seus tres fills, la seva primera esposa, i set nets i set bésnets.

## Poesia
El 1958 s'establí com a escriptor pel seu compte i publicà els primers llibres: el recull de poemes The Carpentered Hen and Other Tame Creatures (1958), i la novel·la The Poorhouse Fair (1958).
Updike va publicar vuit volums de poesia al llarg de la seva carrera, incloent el seu primer llibre The Carpentered Hen (1958) i un dels seus últims, The Endpoint pòstum (2009). The New Yorker va publicar fragments d'Endpoint al seu número del 16 de març de 2009. Bona part de la producció poètica d'Updike es va recordar a Collected Poems de Knopf's (1993). Va escriure que «vaig començar com a escriptor de versos lleugers i he intentat traslladar al meu vers greu o líric una mica de l'estricte i vivacitat de la forma menor». El poeta Thomas M. Disch va assenyalar que com que Updike era un novel·lista tan conegut, la seva poesia «podria confondre's com una afició o una debilitat»; Disch va veure el vers lleuger d'Updike com una poesia de lucidesa epigramatical. La seva poesia ha estat elogiada pel seu compromís amb una varietat de formes i temes, el seu enginy i precisió i per la seva representació de temes familiars als lectors nord-americans.
El poeta britànic Gavin Ewart va elogiar Updike per la qualitat metafísica de la seva poesia i per la seva capacitat de fer que l'ordinari sembli estrany, i el va definir com un dels pocs novel·listes moderns capaços d'escriure bona poesia. Llegint Endpoint en veu alta, el crític Charles McGrath va afirmar que va trobar una altra música més profunda a la poesia d'Updike, trobant que el joc de paraules d'Updike s'atenua i s'elimina i té molts efectes de so subtils. John Keenan, que va elogiar la col·lecció Endpoint com a bella i commovedora, va assenyalar que el compromís de la seva poesia amb «el món quotidià d'una manera tècnicament realitzada sembla comptar en contra d'ell».

## Obra
Va escriure novel·les, relats curts, poesies, assajos i crítiques literàries. En el seu estil, proper al realisme naturalista, hi ha reminiscències d'escriptors com Joyce, Hemingway o Salinger. Gairebé sempre va aprofundir en temes com el sexe, la fe, la mort i les relacions interpersonals, encara que en la seva coneguda obra Les bruixes d'Eastwick, adaptada al cinema, buscava un to diferent. Guardonat en dues ocasions amb el Premi Pulitzer (1982 i 1991), amb el National Book Award (1964) i el Premi Faulkner (2004), va ser un dels cronistes més àcids de la societat estatunidenca i és un clàssic de la narrativa del segle xx.
El 1960 publicà Rabbit, Run (1960), la primera de la sèrie de novel·les protagonitzades per Harry Angstrom, del qual resseguí el periple vital a Rabbit Redux (1971), Rabbit is Rich (1981), Rabbit at Rest (1990; aquesta i l'anterior, guanyadores del Premi Pulitzer) i Rabbit Remembered (2001), obres en les quals dissecciona amb ironia la confusió del ciutada mitjà estatunidenc davant uns valors morals en crisi, tema central de la seva obra, en la qual són també rellevants els canviants costums en matèria sexual i la religió.
Amb la fórmula d'un mateix personatge publicà altres sèries de novel·les Bech, a Book (1970), Bech Is Back (1982) i Bech at Bay (1998); The Witches of Eastwick (1984, portada al cinema per G. Miller el 1987) i The Widows of Eastwick (2008). Altres novel·les son The Centaur (1963), guanyadora del National Book Award, en la qual reflecteix una difícil relació paternofilial, Of the farm (1965), entorn d'un complex personatge femení, Couples (1968), sobre la infidelitat, Memoirs of the Ford Administration (1992), revisió actualitzada del persident dels EUA J. Buchanan que havia tractat anteriorment en el drama Buchanan Dying (1974); Roger's Version (1986) i In the Beauty of Lilies (1996), al voltant de crisis religioses, Toward the End of Time (1997), situada en un escenari de catàstrofe nuclear, i Terrorist (2006), intent de copsar el punt de vista d'un fonamentalista musulmà. Publicà també uns quants volums de narracions (The Same Door, 1959, Pigeon Feathers, 1962, Museums and Women, 1972, Problems, 1979 i Trust Me, 1987, etc.) de poemes (Telephone Poles, 1963; Midpoint, 1969; Tossing and Turning, 1977; Facing Nature, 1985 i Americana: and Other Poems, 2001), articles i assaigs (Assorted Prose, 1965; Picked-Up Pieces, 1975; Hugging The Shore, 1983; Just Looking, 1989; Odd Jobs, 1991; More Matter, 1999; Due Considerations: Essays and Criticism 2007) i les memòries Self-Consciousness (1989).
La seva novel·la Gertrude and Claudius està traduïda al català per Toni Cardona (Gertrudis i Claudi, Edicions 62, 2001) ISBN 84-297-4800-8

## Crítica literària i crítica d'art
Updike també va ser un crític de literatura i d'art, citat sovint com un dels millors crítics nord-americans de la seva generació. A la introducció de Pick-Up Pieces, la seva col·lecció de prosa de 1975, va enumerar les seves regles personals per a la crítica literària:

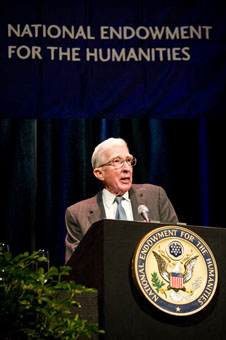
Updike pronunciant la conferència Jefferson de 2008

| « | 1. Intenta entendre què volia fer l'autor i no el culpis per no aconseguir allò que no va intentar. 2. Doneu una cita directa suficient (almenys un passatge extens) de la prosa del llibre perquè el lector de la ressenya pugui formar la seva pròpia impressió, pugui tenir el seu propi gust. 3. Confirmeu la vostra descripció del llibre amb una cita del llibre, encara que només sigui d'una frase llarga, en lloc de procedir amb precisió difusa. 4. Aneu amb calma al resum de la trama i no regaleu el final. 5. Si el llibre es considera deficient, cita un exemple d'èxit en la mateixa línia, de l'obra de l'autor o d'un altre lloc. Intenta entendre el fracàs. Segur que és seu i no teu? A aquests cinc concrets se'n podria afegir un sisè més vague, que té a veure amb el manteniment d'una puresa química en la reacció entre producte i avaluador. No acceptis com a ressenya un llibre que estàs predisposat a no agradar-te o que t'has compromès per amistat. No us imagineu un cuidador de cap tradició, un encarregat de fer complir els estàndards de qualsevol partit, un guerrer en qualsevol batalla ideològica, un oficial de correccions de qualsevol tipus. Mai, mai ... intentis posar l'autor al seu lloc, fent-ne un peó en un concurs amb altres revisors. Revisa el llibre, no la reputació. Sotmetre's a qualsevol encanteri, feble o fort, que s'estigui llançant. Millor lloar i compartir que culpar i prohibir. La comunió entre el revisor i el seu públic es basa en la presumpció de certes possibles alegries de la lectura, i totes les nostres discriminacions haurien de corbar-se cap a aquest objectiu. | » |

Va revisar gairebé tots els grans escriptors del segle XX i uns quants autors del segle xix, sobretot a The New Yorker, sempre tractant de fer els seus comentaris animats. També va defensar a joves escriptors, comparant-los amb els seus propis herois literaris, inclosos Vladímir Nabókov i Marcel Proust. Les bones crítiques d'Updike van ser sovint vistes com un assoliment significatiu en termes de reputació literària i fins i tot vendes; uns quants dels seus comentaris positius van ajudar les carreres d'escriptors més joves com Erica Jong, Thomas Mallon i Jonathan Safran Foer.
Les males crítiques d'Updike de vegades van causar controvèrsia, com quan a finals de 2008 va fer una crítica condemnadora de la novel·la A Mercy de Toni Morrison.
Updike va ser elogiat per la senzillesa i la profunditat convencionals de la seva crítica literària, per ser un crític esteticista que veia la literatura en els seus propis termes i pel seu compromís des de fa temps amb la pràctica de la crítica literària.
Bona part de la crítica d'art d'Updike va aparèixer a The New York Review of Books, on sovint escrivia sobre l'art americà. La seva crítica d'art implicava un esteticisme com el de la seva crítica literària.
La conferència Jefferson d'Updike del 2008, The Clarity of Things: What's American About American Art?, tractava de la singularitat de l'art americà des del segle xviii fins al XX. En la conferència va argumentar que l'art americà, fins al moviment expressionista del segle XX en què Amèrica va declarar la seva independència artística, es caracteritza per una inseguretat que no es troba en la tradició artística d’Europa.
En paraules d'Updike:
| « | Dos segles després que Jonathan Edwards cerqués un vincle amb el diví en la bella claredat de les coses, William Carlos Williams va escriure en la presentació del seu llarg poema Paterson que per al poeta no hi ha idees sinó en les coses. No hi ha idees sinó en coses. L'artista nord-americà, primer nascut en un continent sense museus ni escoles d'art, va prendre la natura com a únic instructor i les coses com a estudi principal. Un biaix cap a allò empíric, cap a l'objecte evidencial en la plenitud numinosa del seu ésser, condueix a una certa linealitat, ja que l'artista mapeja atentament el visible en un Nou Món que se sent envoltat de caos i buit. | » |